# Wrayanna soluta
Wrayanna soluta là một loài ốc biển, là động vật thân mềm chân bụng sống ở biển trong họ Assimineidae. Nó là loài đặc hữu của Micronesia.